# Průmyslová tiskárna
Průmyslová tiskárna je bývalá tiskárna v Praze na Letné v ulici Dobrovského 25.

## Historie
Tiskárnu založil Ústřední spolek československého průmyslu cukrovarnického, který zadal její výstavbu stavební firmě Josef Záruba-Pfeffermann. V třípatrové tiskárně a čtyřpatrové kancelářské budově se začalo pracovat již roku 1922, přestože ještě nebyla dostavěna schodiště. Jejím prvním ředitelem byl Method Kaláb.
Tiskárna nabízela služby i jiným podnikům, protože její kapacita přesáhla původní požadavky. Byla zaměřena na tisk kvalitních bibliofilských děl, vědeckých publikací a uměleckých ilustrovaných publikací.
Po znárodnění roku 1948 byla začleněna do n.p. Orbis, jako závod Jiřího Dimitrova, později n.p. Polygrafia, která se specializovala na tisk vědecko-technické literatury. Po roce 1990 byla zrušena a budova využívána jako kanceláře.